# Las Capitalinas
Las Capitalinas es una banda de folk alternativo, nacida a mediados de 2001 en San Bernardo (Chile), convirtiéndose en el primer grupo de Cueca brava (Urbana) femenina.
Se han presentado en grandes escenarios de Chile, contándose entre estos numerosas presentaciones en Salas SCD, The Yein Fonda Clinic (2003, 2004 y 2005), Cumbre Guachaca (2006), Cierre Teletón 2006 Estadio Nacional (2006), XXXVIII Festival del Huaso de Olmué (2007), Teatro Municipal de Punta Arenas (2007), Court Central del Estadio Nacional (2008), Velódromo del Estadio Nacional en el megaconcierto "Cien años, Mil sueños" (2008), Plaza de la Ciudadanía en la "Fiesta Bicentenario" (2009), en la Obertura del LI Festival Internacional de la Canción de Viña del Mar (2010) y en el programa solidario Chile ayuda a Chile (2010), además de participar en varias sesiones de “Las Raras Tocatas Nuevas” de Radio Rock & Pop y “Estudio Uno” de Radio Uno.
También han tenido notoriedad en diversos programas tanto de canales de televisión abierta como TV cable, distinguiéndose sus presentaciones en “Canción Nacional”, “Alfombra Roja” y “Camino a Viña” (Canal 13), Buenos días a todos y Hora 25 (programa de televisión)” (TVN), “Intrusos Prime” (La Red) y “Sin Dios ni Late” (Zona Latina), además de ser la portada de la edición chilena de la prestigiosa revista Selecciones del Reader's Digest, del mes de noviembre de 2009.

## Historia

### Inicios
Las Capitalinas (formadas inicialmente por Nayadeth Godoy en voz y bajo, Tamara Correa en voz y guitarra, Pilar Ramírez en voz y guitarra, Carolina Arredondo en voz y pandero y Carolina Villarroel en batería) nacen el 1 de mayo de 2001, de la mano del destacado acordeonista Ignacio Hernández, buscando llenar un espacio inexistente hasta ese momento en la escena del folclor urbano: La Cueca Urbana Femenina. Bajo este concepto comienzan a trabajar en un primer disco, enfocadas en rescatar las raíces, la sonoridad y la fuerza de la cueca urbana, inspiradas principalmente en el trabajo de Los Chileneros y de su líder, Hernán Núñez Oyarce. Para conseguirlo se acercan a Núñez, quien les enseña todo lo relacionado con la interpretación e historia de la cueca urbana, siendo un referente para la banda hasta el día de hoy.
Luego de participar en el Festival de Quilaco de aquel año, obteniendo un 2º lugar con el tema original "No vuelvas más", la banda se prepara para grabar lo que se convertiría en su disco debut “Cuecas para Chile” (2001), en el que mezclan temas del folclor y de Los Chileneros, principalmente.
Este disco tuvo una muy buena aceptación en el medio folclórico, no acostumbrado a escuchar voces femeninas en la interpretación de cuecas urbanas, que hasta ese momento era labor exclusiva de los hombres. En sus presentaciones en vivo a lo largo del país llama la atención la puesta en escena y la calidad vocal de la banda, abriéndose camino a grandes pasos en un medio musical dominado por grupos masculinos. Durante los siguientes 2 años se dedican a promocionar este disco en diversos festivales a través de Chile, en donde tempranamente se retira Carolina Villarroel para dar paso a su actual baterista, Valeska Duarte. Las mejores cuecas marca el primer paso de la banda hacia un nuevo sonido, ya que se dan cuenta de que al cantar Cueca brava a la manera clásica las voces suenan demasiado "brillantes" (por el hecho de ser mujeres), por lo que comienzan a adaptar la música, tonalidades y arreglos para lograr darle al estilo una sonoridad más femenina. Para esto la grabación del disco se realiza con instrumentos como el Contrabajo e incorporan la Flauta traversa de manera experimental. La grabación del disco se realizó casi "a la antigua": las 4 voces de cada tema se registraron al mismo tiempo, al igual que los instrumentos, y no se utilizaron efectos digitales, de manera que el sonido del disco mantuviera el espíritu de la Cueca brava original.

Las Capitalinas 2004

 En el año 2004 comienzan a trabajar en una nueva placa, sumándose a la banda Karen Alfaro (tras la salida de Carolina Arredondo a comienzos de año) y Leslié Picarte, en voz y piano respectivamente. Luego de un tiempo de composición, arreglo y ensayo de los diferentes temas elegidos, la banda entra al estudio a grabar "Las mejores cuecas" (2004), que nuevamente cuenta con la colaboración de Hernán Núñez con cuecas escritas especialmente para la banda, como “Hizo música el corsario” y "Me fui a la orilla del mar", tema con el que ganan el Festival de La Reina, televisado por TVN. Además de temas del folclor y del acordeonista Ignacio Hernández, cuenta con 2 temas originales de la banda, "Sufro amándote en silencio" (Tamara Correa) y "Fríos recuerdos que ahogan" (Karen Alfaro), lo que poco a poco va mostrando una creciente inquietud por componer y arreglar temas propios. Tras el lanzamiento de este disco, el nombre de Las Capitalinas crece y se consolida, logrando un éxito igual o mayor al obtenido con su disco debut.

### Transición
Después de la promoción del 2º disco, que las llevó a gran parte del país, comienzan a trabajar cada vez en más temas originales, ya con la mirada fija nuevamente a abrirse camino en un sonido inexplorado: La Cueca/Fusión, que marcaría un antes y un después en la sonoridad de la banda. Con este trabajo, y tras un largo seguimiento, el sello Feria Music contrata a Las Capitalinas para editar lo que se convertiría en el disco que hizo que los medios pusieran los ojos en ellas de manera definitiva: "También es cueca" (2006)
Cuando el trabajo para este disco estaba comenzando, Pilar Ramírez deja la banda, por lo que se incluyó a una reemplazante en las grabaciones.
El lanzamiento del disco se realizó en la sala Isidora Zegers de la Universidad de Chile, con una importante cobertura de medios televisivos, escritos, radioemisoras y en línea, lo que catapultó a Las Capitalinas como una de las bandas insignes del incipiente movimiento de cuecas urbanas juveniles, teniendo una destacada participación en el capítulo dedicado al folklore del programa de Canal 13 “Canción Nacional”, conducido por Javiera Parra y “Hora 25” de TVN, conducido por Augusto Góngora, además de diversas apariciones en revistas como Paula o TV Grama. De este disco se desprende como single “Traté” (Karen Alfaro), cueca fusionada con Blues y Gospel. Gracias a la fuerte repercusión que causa el nuevo sonido de la banda participan en el cierre de la Teletón de ese año, en el Estadio Nacional, ante más de 80.000 personas, y las lleva de gira durante el verano por el sur de Chile, comenzando en el XXXVIII Festival del Huaso de Olmué como uno de los shows principales, el día Domingo 21 de enero de 2007, compartiendo escenario con las reconocidas bandas Los Jaivas y Chancho en Piedra.
A pesar de la gran recepción que tuvo este disco (sobre todo en el público joven ajeno a las cuecas), hay un sector de puristas del folclor que rechaza tajantemente la nueva propuesta de la banda, comentando que sus cuecas “no se pueden bailar”, o que derechamente “no son cuecas”, aludiendo a la innovación estilística que caracteriza al disco entero, al incluir sonoridades y ritmos del Landó, el Son, el Bossa Nova, el Soul y el Rock, entre otros. No obstante, la banda decide seguir adelante con el proyecto, buscando abrir aún más horizontes musicales, transgrediendo lo establecido para crear nuevas formas de hacer música.

### Consolidación
Mientras se encuentran en plena promoción del disco (luego de sumar la guitarra eléctrica de manera estable al show y tras la salida del acordeonista Ignacio Hernández) la banda comienza a ensayar, sin siquiera saberlo, temas de lo que se convertiría en su primer disco conceptual: En el Bar de Verónica (2009, Sello Azul). Tras terminar la composición y arreglos de los temas “Verónica”, “Te dije wn!” y “Mala mujer” (Karen Alfaro), surge la inquietud de convertir su siguiente disco en un relato musical en donde todos los componentes estén conectados entre sí, explorando a su vez las raíces de la cueca urbana. Luego de un tiempo, tras intensos ensayos y reuniones llegan al concepto final: Narrar lo que ocurre un día cualquiera en un bar de mala muerte de principios de siglo y la interacción entre los personajes que se dan cita en este lugar, haciendo las veces de la banda que “anima la fiesta”. Durante este proceso de maduración del concepto buscado, Tamara Correa decide no seguir adelante con el proyecto, por lo que la banda se encuentra en una encrucijada: integrar nuevamente a una reemplazante para el disco o seguir adelante como un cuarteto. Debido a la comodidad y al fiato al que se había llegado en todo aspecto dentro de la banda, se decidió continuar sin integrar a nadie más, por lo que se reasignan algunos roles, se replantean detalles musicales y continúan con una formación que se mantiene hasta la actualidad.
Luego de terminar las sesiones de grabación del disco a fines del 2008, en las que cabe destacar la participación (en el noveno track) de María Ester Zamora, reconocida folclorista y gran apoyo para Las Capitalinas, participan de la 5º convocatoria del Sello Azul, la que en marzo de 2009 ganan y se convierten en parte de la nueva camada de artistas de este sello, con el que terminan la posproducción de su placa “En el Bar de Verónica” (2009, Sello Azul). El lanzamiento del grupo como parte del Sello Azul es realizado en el Amanda Bar el 2 de junio de ese año, en donde interpretan el sencillo “Verónica” para la grabación de su videoclip, dirigido por Pascal Krumm. Gracias a este disco la banda vuelve a aparecer en el programa “Hora 25” de TVN (entre otros), además de conseguir su primera portada en una revista, nada menos que la edición chilena de la prestigiosa Selecciones del Reader's Digest, el mes de noviembre de 2009.

### Camino a Viña 2010: Mejillones
En medio de una intensa promoción en Radio, Internet y Televisión, la banda es invitada a participar en la elección del tema que representaría a Chile en la 51.ª versión del Festival de la Canción de Viña del Mar, defendiendo el tema “Mejillones”, clásico Fox Trot chileno de Gamaliel Guerra. Este cover da gran notoriedad a la banda, cuyo videoclip es rotado diariamente en Canal 13 y TVN. A pesar de la calidez con la que el público, la prensa e incluso los mismos animadores del certamen reciben el tema, no queda en la selección final, responsabilidad que recae en “El tiempo en las bastillas” (Fernando Ubiergo), en la interpretación de Difuntos Correa. Sin embargo, la organización del Festival de Viña del Mar las vuelve a invitar, esta vez para participar de la Obertura del mismo, interpretando el Himno del Bicentenario, “La fuerza de la libertad” (Juan Carlos Duque), tema que vuelven a interpretar el día 5 de marzo como parte de su participación en el programa “Chile ayuda a Chile”, programa de larga duración en ayuda de los damnificados del terremoto del 27 de febrero en Chile, transmitido por cadena nacional. En este programa también participan con show individual, donde interpretan el medley de los temas “Rosa del Pilar/Mándame quitar la vida/Por amor a las joyas", junto a María Ester Zamora. 

Estudio Uno - Radio Uno 2009

 El 22 de diciembre de 2010 reciben el Premio APES a "Mejor Producción Folclórica o Fusión Año 2009" por el disco En el Bar de Verónica.
Tras finalizar la promoción de "En el bar de Verónica", la agrupación se concentra en componer su álbum más ambicioso, acercándose más a la música rock y popular, bajo la temática de los 7 pecados capitales. "AlterEgo" es un disco conceptual lanzado el 2011, en que la banda define con mayor precisión su particular estilo. Tras la promoción de este disco, el grupo toma un receso por 2 años.
Vuelven a los escenarios en septiembre de 2015, y desde entonces continúan presentándose en localidades a lo largo de todo el país. 
Actualmente se encuentran en la etapa de grabación de su sexto disco de estudio.

## Integrantes
- Nayadeth Godoy (voz y bajo)
- Karen Alfaro (voz, guitarra, percusión menor)
- Valeska Duarte (Batería y percusión menor)
- Carolina Vega (Piano y voz)

### Músicos invitados
- Daniel Sánchez (acordeón)
- Greco Acuña (percusión latina)

## Discografía
1. Cuecas para Chile (2001, Independiente, distribuido por Sony Music)
2. Las mejores cuecas (2004, Independiente, distribuido por Liberación)
3. También es cueca (2006, Feria Music)
4. En el bar de Verónica (2009, Sello Azul)
5. AlterEgo (2011, CNR)

### Sencillos
1. «Traté» (2006)
2. «Verónica» (2009)
3. «Te dije wn!» (2009)
4. «Te dije wn!» Remix (2010)
5. «Flaco Loyola» (2010)
6. «Avaricia» (2011)
7. «Gula» (2011)

### Participaciones
- "La revolución de la cueca II" con "Por amor" y "Cuando me fui de Santiago" (Fondart, 2005)
- "Camino a Viña 2010" con "Mejillones" (Canal 13, 2009)
- "Caracaracá, Fiesta Cuequera" con "Verónica" y "Te dije wn!" (Oveja Negra, 2009)
- "Mi mujer Favorita" con "Verónica" (Oveja Negra, 2010)
- "Chile, un solo corazón" Himnno oficial de la Teletón Chile 2010

## Premios APES2010
| Año  | Categoría                            | Grupo           | Resultado |
| ---- | ------------------------------------ | --------------- | --------- |
| 2009 | Mejor Producción Folklórica o Fusión | Las Capitalinas | Ganadoras |